# Constantí Licudes
|  | Per a altres significats, vegeu «Constantí (desambiguació)». |

Constantí Licudes o Constantí III Leicudes (en llatí: Constantinus Lichudes, en grec antic: Κωνσταντίνος Λειχούδης) va ser un religiós romà d'Orient (Constantinoble, segle xi - 1063 o 1066), arquebisbe ortodox i patriarca de Constantinoble de l'any 1059 al 1063. És venerat com a sant a l'Església Ortodoxa i se'l commemora el 29 de juliol.
Va ser company d'estudis de Miquel Psel·los i de Joan Xifilí. Va tenir càrrecs importants a la cort, com el de protovestiari i pròedre (president) del Senat romà d'Orient. Va ser conseller dels emperadors Miquel V i Constantí IX. Abat del monestir de Màngana, el 1059, després de la dimissió de Miquel Cerulari, se'l va nomenar patriarca de Constantinoble. Va morir el 1063. Es conserven un parell de decrets sinodals escrits per ell.